# Rezolucja Rady Bezpieczeństwa ONZ nr 343
Rezolucja Rady Bezpieczeństwa ONZ nr 343 została przyjęta 14 grudnia 1973 r.
Rada potwierdziła swoje poprzednie rezolucje w kwestii cypryjskiej oraz przedłużyła mandat Sił Pokojowych ONZ na Cyprze na kolejne miesiące, do dnia 15 czerwca 1974 r.
Rada wezwała również wszystkie zaangażowane strony do dalszego działania z największą powściągliwością oraz pełną współpracę z siłami pokojowymi.
Uchwała została podjęta 14 głosami; Chiny wstrzymały się od głosu.